# Паркер, Роберт Браун
Роберт Браун Паркер (англ. Robert Brown Parker, 17 сентября 1932, Спрингфилд, Массачусетс; — 18 января 2010, Кембридж, Массачусетс, США) — американский писатель, известный в первую очередь своей серией детективных романов о частном сыщике Спенсере. Писал свои произведения в литературном стиле, близком таким мастерам криминальной литературы, как Реймонд Чандлер и Дэшил Хэммет.

## Жизнь и творчество
Степень бакалавра получил в колледже Коулби в штате Мэн. Затем, прослужив два года в армии во время войны в Корее, после возвращения в США после учёбы в Северо-восточном университете в Бостоне становится магистром наук в области американской литературы. Затем в течение пяти лет занимался рекламной деятельностью. Вернувшись в университет, в 1971 году защитил диссертацию по тематике «чёрного романа» в криминальной литературе. В 1973 году Паркер опубликовал свой первый детективный роман из «Спенсер-серии» (Спенсер и похищенный манускрипт).
В 1976 году стал профессором Бостонского университета, однако через три года отказался от преподавательской деятельности с тем, чтобы всё своё рабочее время посвятить писательскому труду. Впоследствии, начиная с 1973 года и вплоть до самой смерти писателя практически каждый год в свет выходил новый роман о частном детективе Спенсере, то есть при жизни автора было опубликовано 39 новых произведений из этой серии.
В 1997 году, наряду со «Спенсер-романами», Паркер создал две новые серии детективных произведений. Первая — о женщине-полицейском Джесси Стоун, и вторую — также о женщине, о честном сыщике Санни Рэндалл. Эти романы выходили каждый год поочерёдно. Последнюю, С. Рэндалл, автор создаёт по просьбе актрисы Хелен Хант, желавшую сыграть в кино подобную роль. Кроме детективных произведений, Паркер пишет ряд вестернов, по одному из которых («Аппалуза»), в 2008 году был снят кинофильм.
Писатель скончался от инфаркта 18 января 2010 года, работая над своим последним романе о сыщике Спенсере (Молчание ночи), сидя за рабочим столом. Это произведение было позднее закончено литературным агентом Паркера, Элен Браун, и было напечатано в ноябре 2013 года. В 2011 году члены семьи Паркера — его супруга Джоан и сыновья Дэн и Дэвид, договорились с издательством о продолжении его литературных серий. Романы о Джесси Стоун были продолжены старинным другом Паркера, писателя Майклом Брандмэном, романы о сыщике Спенсере — журналистом и писателем Эйсом Аткинсом.

## Награды
- 1977 — премия Эдгара А. По (за роман Земля обетованная)
- 1983 — премия «Мальтийский сокол» (за роман Ранняя осень)
- 1995 — премия Шеймус (Shamus Award)
- 2007 — премия Гамшу (Gumshoe Awards)
- 2011 — премия Ниро Вульфа (Nero Wolfe Award), за выдающиеся заслуги в многолетней литературной деятельности.

## Паркер и Чандлер
Роберт Паркер был не только творческим последователем и учеником Реймонда Чандлера. После получения соответствующего разрешения от наследников Чандлера, он продолжил серию книг о Сыщике Филиппе Марлоу. В 1989 году Паркер завершает неоконченный Чандлером детективный роман  Poodle Springs. В 1991 году он печатает новый роман из Марлоу-серии — «Мёртвым сны не снятся» как продолжение романа Р.Чандлера «Глубокий сон». По новому роману позднее был снят кинофильм.

## Избранные произведения

### Серия романов о сыщике Спенсере
- Похищенный манускрипт (1973)
- Господи, храни детей (1974)
- Земля обетованная (1977)
- Иудина плата (1978)
- Посмотри на Рейчел Уоллес (1980)
- Ранняя осень (1981)
- Церемония (1982)
- Орёл, убивающий кошек (1985)
- Дворец королей и принцев (1987)
- Звёздная жажда (1990)
- Прогулка тени (1994)
- Шанс (1996)
- Лёгкие деньги (1999)
- Грязный бизнес (2004)
- Холодный приём (2005)
- Школьные дни (2006)
- Стодолларовый ребёнок (2006)
- Сейчас и здесь (2007)
- Профессионал (2008)
- Художницы (2009)
- Молчание ночи (2013)

### Романы о Джесси Стоун (избранное)
- Ночной коридор (Night Passage). 1997.
- Переполох в Раю (Trouble in Paradise). 1998.
- Смерть в Раю (Death In Paradise). 2001.
- Холодный камень (Stone Cold). 2003.
- Морской обмен (Sea Change). 2006
- Высокий уровень (High Profile). 2007.
- Ночь и день (Night and Day). 2009.

### Романы о Санни Рэнделл (избранное)
- Фамильная честь (Family Honor). 1999.
- Печальный ребёнок (Melancholy Baby). 2004.
- Синий сундук (Blue Screen). 2006.

### Романы о Филиппе Марлоу
- Poodle Springs. 1989.
- Perchance to Dream. 1991.